# Рибачук Віктор Іванович
Ві́ктор Іва́нович Рибачу́к (нар. 17 жовтня 1956, с. Плисків, Вінницька обл.) — український художник, письменник, драматург. Член Асоціації українських письменників. 

## Мистецька діяльність
Народився на Поділлі 17 жовтня 1956 року.
Закінчив Вінницький педагогічний (1982) і Київський художній (1988) інститути.
В лютому 1995 року брав участь у Міжнародному конкурсі художників (350 конкурсантів з 48 країн світу) від України за рекомендацією Посольства США (разом з художниками О. Дубовиком і В. Ковтуном), який проходив у Нью-Йорку.
За період з 1988 року створені серії картин «Апокрифи» (1988—1989), «Слов'янський щоденник» (1989—1995), «Сентиментальні пейзажі» (1992—1994), «Імперія духу» (1993—1996), «Анатомія душі» (з 1991 p.), «Портрет коханої жінки художника R.» (з 1995 p.), «Манія величі» (з 1999 р.) та інші. За цей час написано ряд портретів, а також жанрові картини, пейзажі, натюрморти, малюнки, в тому числі — по розплавленому алюмінію (авторська техніка) та інше.
В 1988—1992 роках співпрацював із російськими галереями «Марс» та «Російська колекція», у 1992—1996 — з українськими галереями «ІнкоАрт» і «Тарас».
Картини знаходяться в музеях України, Швейцарії, США, Словаччини, у колекціях банків, навчальних закладів тощо.

### Основні персональні виставки
- Національний художній музей України. Україна, Київ, 1994 р.
- Музей сучасного мистецтва ім. Е.Уорхола. Словаччина, Меджилаборци, 1995 р.
- Вінницький художній музей. Україна, Вінниця, 1996, 2012, 2016  рр.
- Чернівецький художній музей. Україна, Чернівці, 1998 р.
- Центр сучасного мистецтва. Швейцарія, Мейран, 1992 р.
- Вінницький краєзнавчий музей. Україна, Вінниця, 1993, 2006, 2010  рр.
- Музей гетьманства. Україна, Київ, 2003 р.
- Галерея «ArtMan». Фінляндія, Турку, 1996 р.
- Галерея «Martin». Нідерланди, Арнем, 1997 р.
- Галерея «Kunst&Wein». Німеччина, Дортмунд, 1997 р.
- Галерея НаУКМА. Україна, Київ, 1998 р.
- Галерея фонду ім. Шептицького. Україна, Львів, 1998 р.
- Галерея музею-майстерні І.Кавалерідзе. Україна, Київ, 2000, 2008, 2014 рр.
- Галерея Банківської Академії. Україна, Суми, 1998 р.
- Галерея «На Уютной». Україна, Одеса, 1998 р.
- Виставковий зал ВСХУ Україна, Вінниця, 1992 р.
- Виставковий зал КСХУ Україна, Київ, 1993 р.
- Виставковий зал ВТПП. Україна, Вінниця, 2001 р.
- Галерея НаУКМА. Україна, Київ, 2005 р.
- Міський музей «Духовні скарби України». Україна, Київ, 2007 р.
- Виставка в музеї І. Кавалерідзе, Україна, Київ, 2014 р.
- Виставка в галереї Арт-Шик, Україна, Вінниця, 2016, 2019[2] рр.
- Виставка в музеї гетьманста. Україна, Київ, 2002, 2008 рр.

### Основні групові виставки
- Виставки групи «Ескадрон». Україна, Київ, Одеса, Вінниця, Донецьк, 1989—1990 p., Франція, Марсель, Ле-Тук, Обань, 1991—1992 p., Швейцарія, Женева, 1991 р.
- Виставка українських художників. США, Чикаго, 1992 р.
- Виставка чотирьох українських художників у галереї Об'єднання митців-українців в Америці (ОМУА). США, Нью-Йорк, 1991 р.
- Виставка південноукраїнських художників. Німеччина, Герлиц, 1991 р.
- Виставка в рамках Слов'янського фестивалю. США, Сент-Луїс, 1992 р.
- Перша Міжрегіональна виставка. Україна, Дніпропетровськ, 1999 р.
- Участь у виставках Першого та Другого Київських художніх ярмарків. Україна, Київ, 1994—1995 р.
- Міжнародна виставка мистецтв «ОдесаАрт». Україна, Одеса, 1998 р.
- Виставка групи «Ескадрон». Україна, Вінниця, Галерея Арт-Шик, 2011 р.

## Літературна діяльність
В 2000 р. у видавництві «Континент-ПРИМ» вийшла книга віршів «Портрет коханої жінки художника R.», ілюстрована картинами однойменної серії. В 2002 р. у видавництві «Кальварія» вийшов роман «Щоденники Горгони». В 2011 році у видавництві «Прада-Арт» вийшла з друку книга оповідань та ессе «На тому березі ріки». 
Оповідання, новели та есеї друкувались у часописах «Сучасність», «Дукля», «Київська Русь» і «Вінницький край», а також в англомовному щотижневику «KYIV POST». П'єси друкувались у журналі «Згар».
Спектакль «Що потрібно холостяку» за п'єсою «Соло для двох» ставився 5 сезонів в Новому українському театрі.
П'єса «Сейф» ставилась у київському театрі «Сузір'я» та Вінницькому муздрамтеатрі ім. Садовського. 
Творча діяльність висвітлена в центральних українських газетах «Дзеркало тижня», «Київський телеграф», «Культура і життя», «Українська газета», в журналах «Сучасність», «Афіша», «Галерея», «Епоха», «Дукля», «Gold city» в регіональних періодичних виданнях, а також у газетах «Свобода» (США), «Марсельєза» (Франція). 

## Нагороди та відзнаки
- Нагороджений медаллю ООН за внесок у розвиток світової культури (2006)[1].
- В 2007 році п'єса «Соло для двох» на конкурсі «Коронація слова» була відзначена дипломом і в тому ж році була представлена спектаклем (режисер Приходько Андрій) на 3-му міжнародному театральному фестивалі «Панорама» в місті Мінськ, де отримала Гран-прі.
- Лауреат літературної премії імені Михайла Стельмаха журналу «Вінницький край» (2012).
- Переможець міжнародного конкурсу «Коронація слова — 2013» (п'єса «Моя Монро»)[3].
- В 2017 році кіносценарій «Військовий доктор» отримав першу премію на конкурсі «Коронація слова»[4].
- В 2020 році п'єса «Дванадцятий апостол» відзначена спеціальною відзнакою від Українського радіо «Радіообрії коронованого слова» в рамках конкурсу «Коронація слова»[5].